# Alex Peroni
Alexander Peroni (Hobart, Tasmania, Australia; 27 de noviembre de 1999) más conocido como Alex Peroni, es un piloto de automovilismo australiano.

## Carrera
Peroni comenzó su carrera automovilística en el karting en 2007, a la edad de siete años, y permaneció activo allí hasta 2014. En 2015, cambió a las carreras de monoplazas, haciendo su debut en el Campeonato de Italia de Fórmula 4 con el equipo Torino Squadra Corse. Tuvo un comienzo de temporada difícil, pero en los últimos dos fines de semana de la temporada, en Imola y el Misano, logró dos posiciones de podio. Con 43 puntos, terminó en el puesto 14 en el campeonato.
En 2016, Peroni hizo el cambio al V de V Challenge Monoplace, donde continuó en TS Corse. Ganó 14 de las 21 carreras y terminó en una sola carrera fuera del podio. Con 947 puntos, se convirtió en campeón en la clase. También condujo para TS Corse en el último fin de semana de carrera de la Eurocopa de Fórmula Renault 2.0 en el Autódromo de Estoril como piloto invitado, en el que terminó cuarto y decimoctavo en las carreras.
En 2017, Peroni cambió a la Eurocopa a tiempo completo, pero corrió para el equipo Fortec Motorsports. Ganó una carrera en el Circuito de Pau-Ville, pero ya no estuvo en el podio por el resto de la temporada. Con 72 puntos se convirtió en el décimo en la clasificación final. Además, también corrió en Spa-Francorchamps en la Fórmula Renault 2.0 NEC para Fortec como piloto invitado, pero no fue más allá de los dos quintos y dieciseisavos lugares en las carreras.
En 2018, Peroni continuó montando en la Eurocopa, pero se cambió al equipo MP Motorsport. Logró dos lugares en el podio con una victoria y un segundo lugar en el Circuito de Mónaco y finalizó entre los cinco mejores en dos oportunidades. Con 89 puntos, mejoró hasta el noveno lugar en el ranking final. También volvió a conducir en la Fórmula Renault 2.0 NEC, en la que ganó dos carreras en el primer fin de semana en Pau, pero sin ser elegible para los puntos del campeonato después de esto. Con eso se convirtió en séptimo en el campeonato con 60 puntos.
En 2019, Peroni hizo su debut en la F3 en el nuevo Campeonato de Fórmula 3 de la FIA, para el equipo Campos Racing. Logró sumar cinco puntos con un octavo y un décimo puesto alcanzado, pero en la carrera 1 de Monza sufrió un accidente en la curva Parabolica en el que su monoplaza tomó vuelo tras chocar una «banana disuasoria» y cayó sobre las protecciones laterales del circuito. Debido a las lesiones, no fue parte de la última ronda.
Siguió con Campos en la temporada 2020. Su desempeño mejoraría, subió al podio en su carrera regreso con un tercer puesto. Volvió al podio en las carreras 2 de Silverstone 1 y Barcelona. Finalmente subió diez posiciones en el Campeonato de Pilotos para ubicarse en la décima posición con 64 puntos, tres podios y una vuelta rápida.
A finales de 2020, el australiano firmó contrato con Carlin para disputar la Indy Lights en 2021.

## Resumen de carrera
| Temporada | Categoría                                   | Equipo               | Carreras     | Victorias    | Poles        | VR           | Podios       | Puntos       | Pos.         |
| --------- | ------------------------------------------- | -------------------- | ------------ | ------------ | ------------ | ------------ | ------------ | ------------ | ------------ |
| 2015      | Campeonato de Italia de Fórmula 4           | Torino Squadra Corse | 21           | 0            | 0            | 0            | 2            | 43           | 14.º         |
| 2016      | V de V Challenge Monoplace                  | TS Corse             | 21           | 14           | 11           | 12           | 19           | 947          | 1.º          |
| 2016      | Eurocopa de Fórmula Renault 2.0             | TS Corse             | 2            | 0            | 0            | 0            | 0            | 0            | NC†          |
| 2017      | Eurocopa de Fórmula Renault                 | Fortec Motorsports   | 23           | 1            | 1            | 0            | 1            | 72           | 10.º         |
| 2017      | Copa de Europa del Norte de Fórmula Renault | Fortec Motorsports   | 3            | 0            | 0            | 0            | 0            | 0            | NC†          |
| 2018      | Eurocopa de Fórmula Renault                 | MP Motorsport        | 20           | 1            | 1            | 1            | 2            | 89           | 9.º          |
| 2018      | Copa de Europa del Norte de Fórmula Renault | MP Motorsport        | 2            | 2            | 1            | 1            | 2            | 60           | 7.º‡         |
| 2019      | Campeonato de Fórmula 3 de la FIA           | Campos Racing        | 14           | 0            | 0            | 0            | 0            | 5            | 20.º         |
| 2020      | Campeonato de Fórmula 3 de la FIA           | Campos Racing        | 18           | 0            | 0            | 1            | 3            | 64           | 10.º         |
| 2021      | Indy Lights                                 | Carlin               | 14           | 0            | 0            | 0            | 1            | 228          | 10.º         |
| 2022      | European Le Mans Series - LMP2              | Algarve Pro Racing   | 6            | 0            | 0            | 0            | 0            | 7            | 21.º         |
| 2022      | Eurofórmula Open                            | Drivex School        | 3            | 0            | 0            | 0            | 0            | 23           | 13.º         |
| 2023      | GT World Challenge Europe Endurance Cup     | GetSpeed             | 4            | 0            | 0            | 0            | 0            | 0            | NC           |
| 2024      | GT World Challenge Australia                | Team BRM ACM Finance | 10           | 2            | 0            | 0            | 3            | 116          | 5.º          |
| 2025      | GT World Challenge Australia - Pro-Am       | Team BRM             | Disputándose | Disputándose | Disputándose | Disputándose | Disputándose | Disputándose | Disputándose |
| Fuente:   |                                             |                      |              |              |              |              |              |              |              |

- ‡ Peroni fue inelegible para sumar puntos a partir de la segunda ronda.
- † Peroni fue piloto invitado, por lo tanto no fue apto para sumar puntos.

## Resultados

### Campeonato de Fórmula 3 de la FIA
(Clave) (negrita indica pole position) (cursiva indica vuelta rápida puntuable)

| Año  | Escudería     | 1    | 1    | 2    | 2    | 3   | 3   | 4    | 4    | 5    | 5    | 6   | 6   | 7   | 7   | 8   | 8   | 9   | 9   | Pos. | Puntos | Ref.  |
| ---- | ------------- | ---- | ---- | ---- | ---- | --- | --- | ---- | ---- | ---- | ---- | --- | --- | --- | --- | --- | --- | --- | --- | ---- | ------ | ----- |
| 2019 | Campos Racing | BAR  | BAR  | LEC  | LEC  | SPI | SPI | SIL  | SIL  | BUD  | BUD  | SPA | SPA | MNZ | MNZ | SOC | SOC |     |     | 20.º | 5      | [ 8 ] |
| 2019 | Campos Racing | 12   | 24   | 8    | 14   | 21  | Ret | 10   | Ret  | 26   | 16   | Ret | 15  | Ret | WD  |     |     |     |     | 20.º | 5      | [ 8 ] |
| 2020 | Campos Racing | SPI1 | SPI1 | SPI2 | SPI2 | BUD | BUD | SIL1 | SIL1 | SIL2 | SIL2 | BAR | BAR | SPA | SPA | MNZ | MNZ | MUG | MUG | 10.º | 64     | [ 5 ] |
| 2020 | Campos Racing | 3    | Ret  | 11   | 11   | 7   | 10  | 6    | 3    | 14   | 24   | 8   | 2   | 14  | 21  | 16  | 5   | 20  | 13  | 10.º | 64     | [ 5 ] |

### Indy Lights
(Clave) (negrita indica pole position) (cursiva indica vuelta rápida)

| Año     | Escudería | 1     | 2     | 3     | 4     | 5     | 6     | 7     | 8      | 9      | 10    | 11    | 12    | 13    | 14    | 15  | 16  | 17  | 18  | 19  | 20  | Pos. | Puntos |
| ------- | --------- | ----- | ----- | ----- | ----- | ----- | ----- | ----- | ------ | ------ | ----- | ----- | ----- | ----- | ----- | --- | --- | --- | --- | --- | --- | ---- | ------ |
| 2021    | Carlin    | ALA 5 | ALA 6 | STP 5 | STP 8 | IMS 5 | IMS 3 | DET 4 | DET 13 | RDA 13 | RDA 4 | MDO 9 | MDO 9 | GTW 5 | GTW 6 | POR | POR | LAG | LAG | MDO | MDO | 10.º | 228    |
| Fuente: |           |       |       |       |       |       |       |       |        |        |       |       |       |       |       |     |     |     |     |     |     |      |        |